# Dietwil
Dietwil est une commune suisse du canton d'Argovie, située dans le district de Muri.

Vue aérienne (1953)

## Monuments et curiosités
- L'église paroissiale Saint-Jacques-l'Ancien et Sainte-Barbe est un bâtiment à une nef de style baroque tardif et pré-classique construit sous la direction de l'architecte et maître tailleur de pierre argovien Vitus Rey[3] en 1780-81. L'intérieur, richement décoré, constitue avec la chapelle ossuaire de 1780 et la cure de 1821 un ensemble bien homogène[4].